# 球磨郡

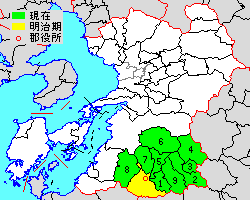
熊本県球磨郡の位置（1.錦町 2.多良木町 3.湯前町 4.水上村 5.相良村 6.五木村 7.山江村 8.球磨村 9.あさぎり町）

- 令制国一覧 > 西海道 > 肥後国 > 球磨郡
- 日本 > 九州地方 > 熊本県 > 球磨郡

球磨郡（くまぐん）は、熊本県（肥後国）の郡。
人口45,756人、面積1,326.02km²、人口密度34.5人/km²。（2025年3月1日、推計人口）
以下の4町5村を含む。
- 錦町（にしきまち）
- 多良木町（たらぎまち）
- 湯前町（ゆのまえまち）
- 水上村（みずかみむら）
- 相良村（さがらむら）
- 五木村（いつきむら）
- 山江村（やまえむら）
- 球磨村（くまむら）
- あさぎり町（あさぎりちょう）

## 郡域
1879年（明治12年）に行政区画として発足した当時の郡域は、上記4町5村に人吉市を加えた区域にあたる。

## 歴史
かつては相良氏の人吉藩が領有し、肥後国内で最大の面積を有する郡であった。

### 近世以降の沿革
- 明治初年時点では全域が人吉藩領であった。「旧高旧領取調帳」に記載されている明治初年時点での村は以下の通り[1]。（1町54村）

人吉町、大村、山田村、柳瀬村、深水村、川辺村、四浦村、五木村、間村、七地村、薩摩瀬村、西浦村、大畑村、中神村、林村、原田村、万江村、渡村、一勝地村、三ヶ浦村、大瀬村、神瀬村、一武村、西村、木上村、免田村、深田村、須恵村、上村、岡本村、皆越村、宮原村、奥野村、久米村、槻木村、多良木村、黒肥地村、湯前村、湯山村、江代村、岩野村、小川村、越野尾村、銀鏡村、上揚村、八重村、中尾村、村所村、板谷村、竹原村、横野村、上米良村、寒川村、中之又村、尾八重村
- 明治4年
  - 7月14日（1871年8月29日） - 廃藩置県により人吉県の管轄となる。
  - 11月14日（1871年12月25日） - 第1次府県統合により八代県の管轄となる。
- 明治5年（1872年） - 元来は日向国で人吉藩の属地であった米良山14ヶ村（小川村・越野尾村・銀鏡村・上揚村・八重村・中尾村・村所村・板谷村・竹原村・横野村・上米良村・寒川村・中之又村・尾八重村）が日向国児湯郡に移管[1]。（1町40村）
- 明治6年（1873年）1月15日 - 白川県の管轄となる。
- 明治8年（1875年）12月10日 - 熊本県の管轄となる。
- 明治12年（1879年）1月20日 - 郡区町村編制法の熊本県での施行により、行政区画としての球磨郡が発足。郡役所が人吉町に設置。

### 町村制以降の沿革

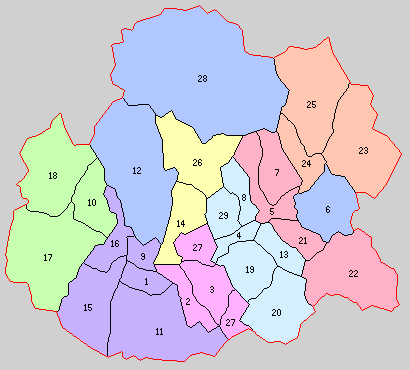
1.人吉町 2.西村 3.一武村 4.免田村 5.多良木村 6.湯前村 7.黒肥地村 8.須恵村 9.大村 10.渡村 11.藍田村 12.山江村 13.岡原村 14.川村 15.西瀬村 16.中原村 17.一勝地村 18.神瀬村 19.上村 20.皆越村 21.久米村 22.槻木村 23.湯山村 24.岩野村 25.江代村 26.四浦村 27.木上村 28.五木村 29.深田村（紫：人吉市 桃：錦町 赤：多良木町 橙：水上村 黄：相良村 緑：球磨村 水色：あさぎり町 青：合併なし）

- 明治22年（1889年）4月1日 - 町村制の施行により、以下の町村が発足。（1町28村）
  - 人吉町（単独町制。現・人吉市）
  - 西村、一武村（それぞれ単独村制。現・錦町）
  - 免田村（単独村制。現・あさぎり町）
  - 多良木村（単独村制。現・多良木町）
  - 湯前村（単独村制。現・湯前町）
  - 黒肥地村（単独村制。現・多良木町）
  - 須恵村（単独村制。現・あさぎり町）
  - 大村（単独村制。現・人吉市）
  - 渡村（単独村制。現・球磨村）
  - 藍田村 ← 間村、七地村、大畑村（現・人吉市）
  - 山江村 ← 山田村、万江村（現存）
  - 岡原村 ← 宮原村、岡本村（現・あさぎり町）
  - 川村 ← 柳瀬村、深水村、川辺村（現・相良村）
  - 西瀬村 ← 西浦村、薩摩瀬村（現・人吉市）
  - 中原村 ← 林村、中神村、原田村（現・人吉市）
  - 一勝地村 ← 一勝地村、三ヶ浦村（現・球磨村）
  - 神瀬村 ← 大瀬村、神瀬村（現・球磨村）
  - 上村、皆越村（それぞれ単独村制。現・あさぎり町）
  - 久米村 ← 久米村、奥野村（現・多良木町）
  - 槻木村（単独村制。現・多良木町）
  - 湯山村、岩野村、江代村（単独村制。現・水上村）
  - 四浦村（単独村制。現・相良村）
  - 木上村（単独村制。現・錦町）
  - 五木村（単独村制。現存）
  - 深田村（単独村制。現・あさぎり町）
- 明治29年（1896年）6月1日 - 郡制を施行。
- 明治28年（1895年）
  - 2月1日 - 久米村・槻木村が合併し、改めて久米村が発足。（1町27村）
  - 11月1日 - 湯山村・岩野村・江代村が合併して水上村が発足。（1町25村）
  - 12月7日 - 上村・皆越村が合併し、改めて上村が発足。（1町24村）
- 大正12年（1923年）4月1日 - 郡会が廃止。郡役所は存続。
- 大正15年（1926年）
  - 5月1日 - 多良木村が町制施行して多良木町となる。（2町23村）
  - 7月1日 - 郡役所が廃止。以降は地域区分名称となる。
- 昭和8年（1933年）4月1日 - 人吉町・大村が合併し、改めて人吉町が発足。（2町22村）
- 昭和12年（1937年）4月1日（4町20村）
  - 免田村が町制施行して免田町となる。
  - 湯前村が町制施行して湯前町となる。
- 昭和17年（1942年）2月11日 - 人吉町・藍田村・西瀬村・中原村が合併して人吉市が発足し、郡より離脱。（3町17村）
- 昭和29年（1954年）4月1日 - 渡村・一勝地村・神瀬村が合併して球磨村が発足。（3町15村）
- 昭和30年（1955年）
  - 4月1日 - 多良木町・黒肥地村・久米村が合併し、改めて多良木町が発足。（3町13村）
  - 7月1日 - 西村・一武村・木上村が合併して錦村が発足。（3町11村）
- 昭和31年（1956年）9月1日 - 川村・四浦村が合併して相良村が発足。（3町10村）
- 昭和40年（1965年）4月1日 - 錦村が町制施行して錦町となる。（4町9村）
- 平成15年（2003年）4月1日 - 上村・免田町・岡原村・須恵村・深田村が合併してあさぎり町が発足。（4町5村）

### 変遷表
| 明治22年以前   | 明治22年4月1日 | 明治22年 - 昭和19年        | 明治22年 - 昭和19年    | 昭和20年 - 昭和29年   | 昭和30年 - 昭和39年     | 昭和40年 - 昭和63年 | 平成元年 - 現在           | 現在       |
| -------------- | -------------- | -------------------------- | ---------------------- | --------------------- | ----------------------- | ------------------- | ------------------------- | ---------- |
|                | 人吉町         | 人吉町                     | 昭和17年2月11日 人吉市 | 人吉市                | 人吉市                  | 人吉市              | 人吉市                    | 人吉市     |
|                | 大村           | 昭和8年4月1日 人吉町に編入 | 昭和17年2月11日 人吉市 | 人吉市                | 人吉市                  | 人吉市              | 人吉市                    | 人吉市     |
|                | 藍田村         | 藍田村                     | 昭和17年2月11日 人吉市 | 人吉市                | 人吉市                  | 人吉市              | 人吉市                    | 人吉市     |
|                | 西瀬村         | 西瀬村                     | 昭和17年2月11日 人吉市 | 人吉市                | 人吉市                  | 人吉市              | 人吉市                    | 人吉市     |
|                | 中原村         | 中原村                     | 昭和17年2月11日 人吉市 | 人吉市                | 人吉市                  | 人吉市              | 人吉市                    | 人吉市     |
|                | 多良木村       | 大正15年5月1日 町制        | 大正15年5月1日 町制    | 多良木町              | 昭和30年4月1日 多良木町 | 多良木町            | 多良木町                  | 多良木町   |
|                | 黒肥地村       | 黒肥地村                   | 黒肥地村               | 黒肥地村              | 昭和30年4月1日 多良木町 | 多良木町            | 多良木町                  | 多良木町   |
|                | 久米村         | 明治28年2月1日 久米村      | 明治28年2月1日 久米村  | 久米村                | 昭和30年4月1日 多良木町 | 多良木町            | 多良木町                  | 多良木町   |
|                | 槻木村         | 明治28年2月1日 久米村      | 明治28年2月1日 久米村  | 久米村                | 昭和30年4月1日 多良木町 | 多良木町            | 多良木町                  | 多良木町   |
|                | 湯前村         | 昭和12年4月1日 町制        | 昭和12年4月1日 町制    | 湯前町                | 湯前町                  | 湯前町              | 湯前町                    | 湯前町     |
|                | 西村           | 西村                       | 西村                   | 西村                  | 昭和30年7月1日 錦村     | 昭和40年4月1日 町制 | 錦町                      | 錦町       |
|                | 一武村         | 一武村                     | 一武村                 | 一武村                | 昭和30年7月1日 錦村     | 昭和40年4月1日 町制 | 錦町                      | 錦町       |
|                | 木上村         | 木上村                     | 木上村                 | 木上村                | 昭和30年7月1日 錦村     | 昭和40年4月1日 町制 | 錦町                      | 錦町       |
|                | 免田村         | 昭和12年4月1日 町制        | 昭和12年4月1日 町制    | 免田町                | 免田町                  | 免田町              | 平成15年4月1日 あさぎり町 | あさぎり町 |
|                | 須恵村         | 須恵村                     | 須恵村                 | 須恵村                | 須恵村                  | 須恵村              | 平成15年4月1日 あさぎり町 | あさぎり町 |
| 岡本村・宮原村 | 岡原村         | 岡原村                     | 岡原村                 | 岡原村                | 岡原村                  | 岡原村              | 平成15年4月1日 あさぎり町 | あさぎり町 |
|                | 上村           | 明治28年12月7日 上村       | 明治28年12月7日 上村   | 上村                  | 上村                    | 上村                | 平成15年4月1日 あさぎり町 | あさぎり町 |
|                | 皆越村         | 明治28年12月7日 上村       | 明治28年12月7日 上村   | 上村                  | 上村                    | 上村                | 平成15年4月1日 あさぎり町 | あさぎり町 |
|                | 深田村         | 深田村                     | 深田村                 | 深田村                | 深田村                  | 深田村              | 平成15年4月1日 あさぎり町 | あさぎり町 |
|                | 五木村         | 五木村                     | 五木村                 | 五木村                | 五木村                  | 五木村              | 五木村                    | 五木村     |
|                | 渡村           | 渡村                       | 渡村                   | 昭和29年4月1日 球磨村 | 球磨村                  | 球磨村              | 球磨村                    | 球磨村     |
|                | 一勝地村       | 一勝地村                   | 一勝地村               | 昭和29年4月1日 球磨村 | 球磨村                  | 球磨村              | 球磨村                    | 球磨村     |
|                | 神瀬村         | 神瀬村                     | 神瀬村                 | 昭和29年4月1日 球磨村 | 球磨村                  | 球磨村              | 球磨村                    | 球磨村     |
|                | 川村           | 川村                       | 川村                   | 川村                  | 昭和31年9月1日 相良村   | 相良村              | 相良村                    | 相良村     |
|                | 四浦村         | 四浦村                     | 四浦村                 | 四浦村                | 昭和31年9月1日 相良村   | 相良村              | 相良村                    | 相良村     |
|                | 岩野村         | 明治28年11月1日 水上村     | 明治28年11月1日 水上村 | 水上村                | 水上村                  | 水上村              | 水上村                    | 水上村     |
|                | 江代村         | 明治28年11月1日 水上村     | 明治28年11月1日 水上村 | 水上村                | 水上村                  | 水上村              | 水上村                    | 水上村     |
|                | 湯山村         | 明治28年11月1日 水上村     | 明治28年11月1日 水上村 | 水上村                | 水上村                  | 水上村              | 水上村                    | 水上村     |
| 山田村・万江村 | 山江村         | 山江村                     | 山江村                 | 山江村                | 山江村                  | 山江村              | 山江村                    | 山江村     |

## 行政
歴代郡長
| 代 | 氏名 | 就任年月日                | 退任年月日                | 備考                   |
| -- | ---- | ------------------------- | ------------------------- | ---------------------- |
| 1  |      | 明治12年（1879年）1月20日 |                           |                        |
|    |      |                           | 大正15年（1926年）6月30日 | 郡役所廃止により、廃官 |